# 方瀾
方瀾（1482年—？），字思源，號觀齋，福建興化府莆田縣人，民籍，明朝政治人物。

## 生平
正德十一年（1516年）丙子科福建鄉試第七十二名舉人，十二年（1517年）聯捷丁丑科會試第二百二十五名，三甲第九十三名進士。兵部觀政，嘉靖元年（1522年）授丹徒縣知縣，升戶部主事，改禮部主事，升禮部精膳司郎中，調禮部儀制司郎中。

## 家族
曾祖方守初，贈南京戶部郎中；祖父方迪，南京戶部郎中進階朝列大夫；父方朝貴。前母許氏；母劉氏。永感下。兄方浚。
女至孝，方瀾卒於京師，女年十四，無他兄弟，與叔父扶櫬歸里。渡揚子江，中流舟覆，櫬浮於水面。女時居別舟，急切呼救，風濤洶湧，無人敢前。女仰天大哭，赴水而死。經三日，其屍浮出，與父櫬相傍，同泊南岸。《明史》有傳。